# Dunapataj
Dunapataj nagyközség Bács-Kiskun vármegyében, a Kalocsai járásban.

## Fekvése
A Duna bal partján, a Kalocsai-Sárköz kistájon Bács-Kiskun vármegye nyugati részén helyezkedik el, Budapesttől bő 100 kilométerre délre. Területén található a közkedvelt fürdő- és üdülőhely, a Szelidi-tó, illetve a tó déli oldalán kiépült Szelid településrész.
A szomszédos települések: észak felől Harta, kelet felől Kiskőrös, délkelet felől Szakmár és Újtelek, délnyugat felől Géderlak, nyugat felől Ordas, északnyugat felől pedig a Duna túlsó partján fekvő Madocsa. Közigazgatási területe keleten pontszerűen érintkezik még Kecel, dél felől pedig egy-egy rövid szakaszon Uszód és Foktő határszélével is.

### Megközelítése
A település központján végighalad, annak főutcájaként, észak-déli irányban az 51-es főút, ez a legfontosabb közúti elérési útvonala Budapest és Baja felől is. Délnyugati szomszédaival az 5106-os, a délkeletiekkel az 5308-as utak kapcsolják össze, utóbbin közelíthető meg a Szelidi-tó is.
Vonattal korábban a MÁV 151-es számú Kunszentmiklós-Tass–Dunapataj-vasútvonalán volt elérhető, ahol azonban 2007. március 4. óta nincs személyszállítás. Dunapataj vasútállomás közúti elérését, bezárásáig az 53 308-as számú mellékút biztosította. Az állomás volt a kiindulópontja a fizikailag soha meg nem épült, forgalmat ennek ellenére mégis bonyolító Dunapataj–Kalocsa–Baja-vasútvonalnak is.
Kerékpárral Dunapatajt az EuroVelo 6: Atlantic – Black Sea nemzetközi kerékpárútvonalon, a Szelidi-tavat pedig a községből kiinduló új kerékpárúton lehet elérni.

## Története
Dunapataj és a szomszédos Szelidi-tó között bronzkori település emlékeit találták meg, e szerint már korán lakott volt a terület.
A honfoglalás korában a magyarok korán letelepedtek ezen, az akkor még mocsarakkal, vizekkel erősen szabdalt, enyhén dombos vidéken.
A területet a központi törzs, Árpád törzse szállta meg. Ebből a korból származik a Pataj helységnév is, amely egy főember, Pata nevéből ered. Pata Géza kortársa, illetve valamilyen fokú rokona lehetett.
Oklevelek először 1145-ben említették a község nevét, és valószínűleg már igen korán, a 13-14. században kőből épített, méretes templommal rendelkezett a falu.
A középkorban Pataj a Fejér vármegye Solt székéhez tartozott és egy 1424-es oklevél szerint ekkor már plébániája is volt.
Pataj fejlődése a 14. században vett lendületet. 1421-ben a Pataji Zubor család birtoka volt. 1409 és 1872 között mezővárosi rangban állt, ezt bizonyítja egy 1639-ben kelt oklevél is, amely mezővárosként említette.
A mezőváros a török hódoltságot viszonylag jól átvészelte, nem pusztították el, lakossága kontinuus maradt, illetve betelepülőkkel gyarapodott.
1561-ben Ferdinánd király Paksy János komáromi várkapitánynak adományozta a mezővárost.
A protestantizmus elterjedésével Pataj reformálódott és a lakosság túlnyomó többségét a református vallásúak adták. Az első hiteles adat a pataji  reformációra nézve az 1576-os hercegszőllősi zsinat, amelyen Tatár Mihály pataji prédikátor is részt vett. A katolikus vallás csak a 18. századtól kezdett el teret nyerni a településen – katolikusok beköltözésével.
Rákóczi fejedelem 1703-ban kelt oltalomlevelében megtiltotta hadainak, hogy a település lakosait támadják, javaikat rongálják. Az 1700-as években többször is birtokost váltott Pataj.
A település egy ideig református püspöki székhely volt, pataji születésű püspöke Pathai P. Sámuel volt. Katolikusok csak a 18-19. században települtek be, a lakosság a református többségét a közelmúltig megtartotta.
A 19. században jelentős kereskedelem folyt a településen, évente 3 országos vásárt tartottak, illetve több szárazmalom dolgozta fel a helyiek által megtermelt gabonát. Terményei a gabonaféléken túl hagyma és zöldségek, szőlő és gyümölcstermesztés, de jelentős volt az állattenyésztés is, főleg a marhatartás.
Pataj meghatározó és fájó eseménye a magyarországi Tanácsköztársaság ideje, ezen belül is az 1919. június 18–23. közötti időszak. Innen indult ki a kommunista diktatúra ellen a Duna-melléki ellenforradalom. Rövid harcok után győzött a vörös hatalom, és az ezt követő megtorlások során Szamuely Tibor vezetésével 63 főt akasztottak fel vagy lőttek agyon a hírhedt Lenin-fiúk.
A 20. század elején az 1950-es megyerendezésig Pest-Pilis-Solt-Kiskun vármegye Dunavecsei járásához tartozott.
1910-ben 5871 lakosából 5858 magyar volt. Ebből 3718 református, 1870 római katolikus, 186 izraelita volt.

## Közélete

### Polgármesterei
- 1990–1994: Schramm Gábor (független)[3][4]
- 1994–1998: Schramm Gábor (független)[5]
- 1998–2002: dr. Nagy Antal (független)[6]
- 2002–2006: dr. Nagy Antal (független)[7]
- 2006–2010: Dusnoki Csaba (független)[8]
- 2010–2014: Dusnoki Csaba (független)[9]
- 2014–2019: Dusnoki Csaba (független)[10]
- 2019–2024: Dusnoki Csaba (független)[11]
- 2024– : Dusnoki Csaba (független)[1]

## Népessége
A település népességének változása:
| Lakosok száma | 3180 | 3128 | 3012 | 3001 | 3029 | 3017 | 3003 |
|               | 2013 | 2014 | 2018 | 2021 | 2022 | 2023 | 2024 |

A 2011-es népszámlálás során a lakosok 89,9%-a magyarnak, 2,9% cigánynak, 1,5% németnek, 0,2% románnak mondta magát (10% nem nyilatkozott; a kettős identitások miatt a végösszeg nagyobb lehet 100%-nál). A vallási megoszlás a következő volt: római katolikus 38,3%, református 31,4%, evangélikus 1,4%, görögkatolikus 0,3%, felekezeten kívüli 8,1% (19,7% nem nyilatkozott).
2022-ben a lakosság 87,9%-a vallotta magát magyarnak, 2,9% cigánynak, 0,5% németnek, 0,1-0,1% románnak, ruszinnak, ukránnak és lengyelnek, 1,3% egyéb, nem hazai nemzetiségűnek (11,9% nem nyilatkozott; a kettős identitások miatt a végösszeg nagyobb lehet 100%-nál). Vallásuk szerint 26,8% volt római katolikus, 22% református, 0,8% evangélikus, 0,3% görög katolikus, 0,5% egyéb keresztény, 0,8% egyéb katolikus, 10,7% felekezeten kívüli (38% nem válaszolt).

## Nevezetességei
- Pataji Múzeum.
- Katolikus templom. Épült 1761-ben copf stílusban, Nepomuki Szent János tiszteletére. Különlegessége 1934-es átépítéséből, bővítéséből adódik, amit Möller Károly építész dolgozott ki, és az ő irányítása alatt hajtották végre. A templom szentélyét levágták a templomhajóról, majd görgők és csigás szerkezetek segítségével 6 ember közel 10 métert húzta odább. A köztes rész felfalazásával növelték meg a templomhajót. Magyarországon ez volt az első épületelhúzás, a templom műemléki épület.[14][15]
- Református templom. A 15. századból származik, tornyát 1773-ban emelték.
- Szelidi-tó: Sajátos vízösszetételű, gyógyhatású, kellemesen selymes hatású vize van az 5 kilométer hosszú és átlagosan 200 méter széles, kerékpárral körbejárható szikes tónak. A tó és környezete természetvédelmi terület, aminek természeti értékeit az itt kialakított Kékmoszat tanösvény mutatja be. A tó vize számottevő mennyiségben tartalmaz nátrium-magnézium-karbonátot és nátrium-jodidot, ezáltal idegrendszeri, hormonális és reumatikus bántalmak kezelésére is javallott. Az ide érkező vendégeket közel 1 kilométer hosszú homokos, gyermekbarát strand várja, lassan mélyülő parttal és nosztalgiát ébresztő hangulattal. A közelmúltban elvégzett fejlesztések eredményeként az akadálymentesített központi épületben kialakított büfé, ajándékbolt, mosdók, öltözők, pelenkázó még nagyobb kényelmet biztosít a család minden tagja számára. A strandterület szolgáltatásai: szabadidős és sporteszközök kölcsönzése, játszótér, strandröplabda-pályák, tanösvény, megvilágított kerékpárút a tó körül és a tóhoz. A tó körül kiépült üdülőterület nyaralói, stégjei sok helyi és távolabbi lakos pihenését, fürdőzését, kikapcsolódását szolgálják. A hazai állóvizekben élő összes halfaj megtalálható a tóban, ezért színes halállománnyal télen-nyáron várja a horgászokat. A Szittyó tér és környéke, valamint az Árnyas Kemping területe több rendezvény és fesztivál helyszíne. Horgászható halfajok: harcsa, csuka, süllő, pontyfélék, keszegfélék.[16]
- Pataji pacalpörkölt: A magyarországi pacalpörkölt0főzés egyik központi helye Dunapataj, ahol Gyimesi József (1921–1991) hentes- és mészárosmester kísérletezte ki, majd több évtizeden keresztül főzte és árusította kiváló, később országszerte is híressé vált pacalpörköltjét. Helyben azóta is nagy kedvvel és gonddal főzik ezt az ételt. A hazai pacalfőzés őshazájában a Pataji Ősz rendezvénysorozat részeként főzőversennyel és kóstolással tisztelegnek emléke előtt.[16]
- Halászléfőző Fesztivál: A fürdőzők és érdeklődők számára a tó vendéglátói ez alkalommal szabadtéri „látványkonyhában” főzik a halászlét.[16]
- Miklapuszta. Itt található hazánk legnagyobb összefüggő, meszes-szódás szikes pusztája. Amikor a területet víz borítja, megjelennek a vízimadarak, és nyomukban a ragadozómadarak, mint a kígyászölyv, a parlagi- és rétisas. Fészkel itt bíbic, székicsér, túzok és ugartyúk.
- Bencze-kastély. A Szelidi-tó szomszédságában álló kastély Bencze Gábor földbirtokosról kapta a nevét. A kastély környezetében egykor jelentős szőlőművelés folyt.

## Híres emberek
- Itt született Ujhelyi Imre (1866. január 12. – 1923. március 21.) gazdasági akadémiai tanár, igazgató;
- Itt született Szőke Katalin (1950. március 17. – 2018. április 3.) irodalomtörténész, ruszista, műfordító, egyetemi tanár.